# NGC 3002
NGC 3002 je zvijezda u zviježđu Velikome medvjedu. Otkrio ju je William Parsons Rosse 25. siječnja 1851. godine.

## Vanjske poveznice
- SEDS: NGC 3002